# L'eclisse
L'eclisse és una pel·lícula italo-francesa en blanc i negre dirigida per Michelangelo Antonioni, estrenada l'any 1962. la pel·lícula segueix una jove (Monica Vitti) que se separa del seu company i té una relació amb un corredor de Borsa (Alain Delon), encarnació del món materialista contemporani. Es tracta del tercer lliurament d'una trilogia d'Antonioni que comprèn La Avventura (1960) i La Notte (1961). Va ser premiat amb el premi especial del jurat al Festival de Canes l'any 1962 on també va ser nominat per la Palma d'or. L'eclisse és considerada com una obra important, sobretot pel tractament estètic mediambiental urbà.

## Argument
A Roma, Vittoria és una dona complexa, inquieta. És molt diferent de la seva mare, que no pensa més que a enriquir-se a la Borsa, i de Piero, que ajuda els altres a enriquir-se i viu amb un ritme accelerat. Vittoria es passeja per la ciutat moderna amb la curiositat d'algú que vol ser més que rica, i que té un sentit poètic de la vida. Piero és el seu oposat, i de la seva trobada sortiran sentiments molt delicats.
Aquesta pel·lícula destaca per les escenes rodades en una Borsa on es veu l'energia boja gastada pels agents que criden per vendre o comprar, amb un magre resultat: la Borsa puja el primer dia a continuació cau fortament el segon. I Piero no pot més que confessar aquesta conclusió a Vittoria: no hi ha res a fer, i ningú no sap on van els diners perduts.

## Repartiment
- Alain Delon: Piero
- Monica Vitti: Vittoria
- Francisco Rabal: Riccardo
- Louis Seigner: Ercoli
- Lilla Brignone: Mare de Vittoria
- Rosanna Rory: Anita
- Mirella Ricciardi: Marta

## Premis
- Premi especial del jurat (ex æquo amb Procés de Jeanne d'Arc de Robert Bresson) al Festival de Canes 1962